# 68. ročník udílení cen Emmy
68. ročník udílení cen Emmy oceňující nejlepší televizní počiny v období od 1. června 2015 do 31. května 2016 se konal dne 18. září 2016 v Microsoft Theater v Los Angeles. Přímý přenos vysílala televizní stanice ABC a moderoval jej Jimmy Kimmel. Nominace oznámily Lauren Graham a Anthony Anderson 14. července 2016 živě na internetové stránce Emmy. Nejvíce nominací získaly minisérie American Crime Story (13), komediální seriál Viceprezident(ka) (10) a drama Hra o trůny (9). Ceny Creative Arts Emmy se předávaly ve dnech 10. a 11. září.

## Vítězové a nominovaní

### Pořady
| Nejlepší komediální seriál | Nejlepší dramatický seriál |
| --- | --- |
| - Viceprezident(ka) (HBO) - Black-ish (ABC) - Mistr amatér (Netflix) - Taková moderní rodinka (ABC) - Silicon Valley (HBO) - Transparent (Amazon) - Nezdolná Kimmy Schmidt (Netflix)                                                             | - Hra o trůny (HBO) - Takoví normální Američané (FX) - Volejte Saulovi (AMC) - Panství Downton (PBS) - Ve jménu vlasti (Showtime) - Dům z karet (Netflix) - Mr. Robot (USA Network)   |
| Nejlepší talk show | Nejlepší zábavný pořad |
| - Last Week Tonight with John Oliver (HBO) - Comedians in Cars Getting Coffee (Crackle) - The Late Late Show with James Corden (CBS) - Jimmy Kimmel Live! (ABC) - Real Time with Bill Maher (HBO) - The Tonight Show Starring Jimmy Fallon (NBC) | - Key & Peele (Comedy Central) - Documentary Now! (IFC) - Drunk History (Comedy Central) - Amyino plodné lůno (Comedy Central) - Portlandia (IFC) - Saturday Night Live (NBC)         |
| Nejlepší minisérie | Nejlepší soutěžní pořad |
| - American Crime Story (FX) - American Crime (ABC) - Fargo (FX) - Noční recepční (AMC) - Kořeny (History) | - The Voice (NBC) - Amazing Race: O milion kolem světa (CBS) - American Ninja Warrior (NBC) - Dancing with the Stars (ABC) - Heidi klum: svět modelingu (Lifetime) - Top Chef (Bravo) |
| Nejlepší TV film | |
| - Sherlock: Přízračná nevěsta (PBS) - Nástupce (HBO) - Svědectví (HBO) - Luther (BBC America) - A Very Murray Christmas (Netflix) | |

### Herectví

#### Hlavní role
| Nejlepší herec v komediálním seriálu | Nejlepší herečka v komediálním seriálu |
| --- | --- |
| - Jeffrey Tambor jako Morton „Maura“ Pfefferman v seriálu Transparent (Amazon) - Anthony Anderson jako Andre „Dre“ Johnson starší v seriálu Black-ish (ABC) - Aziz Ansari jako Dev Shah v Mistr amatér (Netflix) - Will Forte jako Phil „Tandy“ Miller v seriálu Poslední chlap na Zemi (FOX) - William H. Macy jako Frank Gallagher v seriálu Shameless (Showtime) - Thomas Middleditch jako Richard Hendricks v seriálu Silicon Valley (HBO)           | - Julia Louis-Dreyfus jako Selina Meyer v seriálu Viceprezident(ka) (HBO) - Ellie Kemper jako Kimmy Schmidt v seriálu Nezdolná Kimmy Schmidt (Netflix) - Laurie Metcalf jako doktorka Jenna James v seriálu Život je boj'' (HBO) - Tracie Ellis Ross jako doktorka Rainbow „Bow“ Johnson v seriálu Black-ish (ABC) - Amy Schumer jako Amy a různé postavy v pořadu Amyino plodné lůno (Comedy Central) - Lily Tomlin jako Frankie Bergstein v seriálu Grace a Frankie (Netflix) |
| Nejlepší herec v dramatickém seriálu | Nejlepší herečka v dramatickém seriálu |
| - Rami Malek jako Elliot Alderson jako Mr. Robot (USA Network) - Kyle Chandler jako John Rayburn v seriálu Bloodline (Netflix) - Bob Odenkirk jako Jimmy McGill v seriálu Volejte Saulovi(AMC) - Matthew Rhys jako Philip Jennings v Takoví normální Američané (FX) - Liev Schreiber jako Ray Donovan v seriálu Ray Donovan (Showtime) - Kevin Spacey jako Frank Underwood v seriálu Dům z karet (Netflix)                                               | - Tatiana Maslany v různých rolích v seriálu Orphan Black (BBC America) - Claire Danes jako Carrie Mathison v seriálu Ve jménu vlasti (Showtime) - Viola Davis jako Annalise Keating v seriálu Vražedná práva (ABC) - Taraji P. Henson jako Cookie Lyon v seriálu Empire (Fox) - Keri Russell jako Elizabeth Jennings v Takoví normální Američané (FX) - Robin Wright jako Claire Underwood v seriálu Dům z karet (Netflix)                                                     |
| Nejlepší herec v minisérii nebo televizním filmu | Nejlepší herečka v minisérii nebo televizním filmu |
| - Courtney B. Vance jako Johnnie Cochran v seriálu American Crime Story (FX) - Bryan Cranston jako prezident Lyndon B. Johnson ve filmu Nástupce (HBO) - Benedict Cumberbatch jako Sherlock Holmes v seriálu Sherlock: Přízračná nevěsta (PBS) - Idris Elba jako John Luther v seriálu Luther (BBC America) - Cuba Gooding Jr. jako O. J. Simpson v seriálu American Crime Story (FX) - Tom Hiddleston jako Jonathan Pine v seriálu Noční recepční (AMC) | - Sarah Paulson jako Marcia Clark v seriálu American Crime Story (FX) - Felicity Huffmanová jako Barbara „Barb“ Hanlon v seriálu American Crime (ABC) - Kirsten Dunst jako Peggy Blumquist v seriálu Fargo (FX) - Audra McDonald jako Billie Holiday ve filmu Lady Day at Emerson's Bar and Grill (HBO) - Lili Taylor jako Anne Blaine v seriálu American Crime (ABC) - Kerry Washington jako Anita Hill ve filmu Svědectví (HBO)                                               |

#### Vedlejší role
| Nejlepší herec ve vedlejší roli v komediálním seriálu | Nejlepší herec ve vedlejší roli v komediálním seriálu |
| --- | --- |
| - Louie Anderson jako Christine Baskets v Baskets (FX) - Andre Braugher jako Ray Holt v seriálu Brooklyn 99 (Fox) - Tituss Burgess jako Titus Andromedon v seriálu Nezdolná Kimmy Schmidt(Netflix) - Ty Burrell jako Phil Dunphy v seriálu Taková moderní rodinka(ABC) - Tony Hale jako Gary Walsh v seriálu Viceprezident(ka) (HBO) - Keegan-Michael Key v různých rolích v seriálu Key & Peele (Comedy Central) - Mat Walsh jako Mike McLintock v seriálu Viceprezident(ka) (HBO) | - Kate McKinnonová v několika rolích v pořadu Saturday Night Live(NBC) - Anna Chlumsky jako Amy Brookheimer v seriálu Viceprezident(ka) (HBO) - Gaby Hoffmann jako Alexandria „Ali“ Pfefferman v seriálu Transparent (Amazon) - Allison Janney jako Bonnie Plunkett v seriálu Máma (CBS) - Judith Light jako Shlley Pfefferman v seriálu Transparent (Amazon) - Niecy Nash jako Denise „DiDi“ Ortley v seriálu Život je boj (HBO)              |
| Nejlepší herec ve vedlejší roli v dramatickém seriálu | Nejlepší herečka ve vedlejší roli v dramatickém seriálu |
| - Ben Mendelsohn jako Danny Rayburn v seriálu Bloodline (Netflix) - Jonathan Banks jako Mike Ehrmantraut v seriálu Volejte Saulovi (AMC) - Peter Dinklage jako Tyrion Lannister v seriálu Hra o trůny (HBO) - Kit Harington jako Jon Snow v seriálu Hra o trůny (HBO) - Michael Kelly jako Doug Stamper v seriálu Dům z karet (Netflix) - Jon Voight jako Mickey Donovan v Ray Donovan (Showtime)                                                                                   | - Maggie Smith jako Violet Crawley v seriálu Panství Downton (PBS) - Emilia Clarkeová jako Daenerys Targaryen v seriálu Hra o trůny(HBO) - Lena Headeyová jako Cersei Lannister v seriálu Hra o trůny(HBO) - Maura Tierney jako Helen Solloway v seriálu Aféra (Showtime) - Maisie Williamsová jako Arya Stark v seriálu Hra o trůny (HBO) - Constance Zimmer jako Quinn King v UnREAL (Lifetime)                                              |
| Nejlepší herec ve vedlejší roli v minisérii nebo televizním filmu | Nejlepší herečka ve vedlejší roli v minisérii nebo televizním filmu |
| - Sterling K. Brown jako Christopher Darden v seriálu American Crime Story (FX) - Hugh Laurie jako Richard Onslow Roper v seriálu Noční recepční (AMC) - Jesse Plemons jako Ed Blumquist v seriálu Fargo (FX) - David Schwimmer jako Robert Kardashian v seriálu American Crime Story (FX) - John Travolta jako Robert Shapiro v seriálu American Crime Story (FX) - Bokeem Woodbine jako Mike Milligan v seriálu Fargo (FX)                                                        | - Regina Kingová jako Aliyah Shadeed v seriálu American Crime (ABC) - Kathy Bates jako Ethel Darling v seriálu American Horror Story: Freak Show (FX) - Olivia Colmanová jako Angela Burr v seriálu Noční recepční (AMC) - Melissa Leo jako první dáma Bird Johnson ve filmu Nástupce (HBO) - Sarah Paulson jako Bette a Dot Tattlerovy v seriálu American Horror Story: Freak Show (FX) - Jean Smart jako Floyd Gerhardt v seriálu Fargo (FX) |

### Režie
| Nejlepší režie komediálního seriálu | Nejlepší režie dramatického seriálu |
| --- | --- |
| - Transparent (Epizoda: „Man on the Land“), režie Jill Soloway (Amazon) - Mistr amatér (Epizoda: „Parents“), režie Aziz Ansari (Netflix) - Silicon Valley (Epizoda: „Daily Active Users“), režie Alec Berg (HBO) - Silicon Valley (Epizoda: „Founder Friendly“), režie Mike Judge (HBO) - Viceprezident(ka) (Epizoda: „Kissing Your Sister“), režie David Mandel (HBO) - Viceprezident(ka) (Epizoda: „Morning After“), režie Chris Addison (HBO) - Viceprezident(ka) (Epizoda: „Mother“), režie Dave Stern (HBO) | - Hra o trůny (Epizoda: „Battle of the Bastards“), režie Miguel Sapochnik (HBO) - Panství Dowton (Epizoda: „Episode 9“), režie Michael Engler (PBS) - Hra o trůny (Epizoda: „The Door“), režie Jack Bender (HBO) - Ve jménu vlasti (Epizoda: „The Tradition of Hospitality“), režie Lesli Linka Glatter (Showtime) - Knick: Doktoři bez hranic (Epizoda: „This Is All We Are“), režie Steven Soderbergh (Cinemax) - Ray Donovan (epizoda: „Exsuscito“), režie David Hollander (Showtime) |
| Nejlepší režie speciálu | Nejlepší režie minisérie, televizního filmu nebo dramatického speciálu |
| - Pomáda: Živě, režie Thomas Kail a Alex Rudzinski (FOX) - 58. udílení cen Grammy, režie Louis J. Horvitz (CBS) - Lemonade, režie Kahlil Joseph a Beyoncé Knowles (HBO) - Adele Live in New York City, režie Beth McCarthy-Miller (HBO) - The Kenedy Center Honors, režie Glenn Weiss (CBS) | - Noční recepční, režie Susanne Bier (AMC) - Nástupce, režie Jay Roach (HBO) - Fargo (Epizoda: „Before the Law“), režie Noah Hawley (FX) - American Crime Story (Epizoda: „From the Ashes of Tragedy“), režie Ryan Murphy (FX) - American Crime Story (Epizoda: „Manna from Heaven“), režie Anthony Hemingway (FX) - American Crime Story (Epizoda: „The Race Card“), režie John Singleton (FX)                                                                                          |

### Scénář
| Nejlepší scénář pro komediální seriál | Nejlepší scénář pro dramatický seriál |
| --- | --- |
| - Mistr amatér (Epizoda: „Parents“), scénář Aziz Ansari a Alan Yang (Netflix) - Catastrophe (Epizoda: „Episode 1“), scénář Rob Delaney a Sharon Horgan (Amazon) - Silicon Valley (Epizoda: „Founder Friendly“), scénář Dan O'Keefe (HBO) - Silicon Valley (Epizoda: „The Uptick“), scénář Alec Berg (HBO) - Viceprezident(ka) (Epizoda: „Morning After“), scénář David Mandel (HBO) - Viceprezident(ka) (Epizoda: „Mother“, scénář Alex Gregory a Peter Huyck (HBO) | - Hra o trůny (Epizoda: „Battle of the Bastards“), scénář David Benioff a D. B. Weiss (HBO) - Takoví normální Američané (Epizoda: „Persona Non Grata“), scénář Joe Weisberg (FX) - Panství Downton (Epizoda: „Episode 8“), scénář Julian Fellowes (PBS) - Dobrá manželka (Epizoda: „End“), scénář Robert King a Michelle King - Mr. Robot (Epizoda: „eps1.0_hellofriend.mov“), scénář Sam Esmail (USA Network) - UnReal (Epizoda: „Return“), scénář Marti Noxon a Sarah Gertrude Shapiro (Lifetime) |
| Nejlepší scénář – speciál | Nejlepší scénář pro minisérii, televizní film nebo dramatický speciál |
| - Patton Oswalt: Talkin for Clapping, scénář Patton Oswalt (Netflix) - Amy Schumer : Live at the Apollo, scénář Amy Schumer (HBO) - John Mulaney: The Comeback, scénář John Mulaney (Netflix) - Tig Notaro: Boyish Girl Interrupted, scénář Tig Notaro (HBO) - Triumph's Election Special 2016 (Hulu) | - American Crime Story (Epizoda: „Marcia, Marcia, Marcia“), scénář D. V. DeVincentis (FX) - Fargo (Epizoda: „Leplop“), scénář Bob DeLaurentis (FX) - Fargo (Epizoda: „Palindrome“), scénář Noah Hawley (FX) - Noční recepční, scénář David Farr (AMC) - American Crime Story (Epizoda: „From the Ashes of Tragedy“), scénář Scott Alexander a Larry Karaszewski (FX) - American Crime Story (Epizoda: „The Race Card“), scénář Joe Robert Cole (FX)                                                 |